# 沃洛德米里夫卡 (波爾塔瓦區)
49°35′40″N 35°10′42″E / 49.59444°N 35.17833°E
沃洛德米里夫卡（羅馬化：Volodymyrivka）是烏克蘭中部波爾塔瓦州波爾塔瓦區卡爾利夫卡市鎮的村落。分別距離馬克西米夫卡1公里和巴甫利夫希納0.5公里，海拔高度139米，2001年人口304。